# Costantino di Barbaron
Costantino di Barbaron, detto il Gran barone (Kostandin in armeno; 1180 circa – 1262), signore di Barbaron e Partzerpert, fu un potente nobile armeno nel regno armeno di Cilicia.

## Biografia
Era figlio di Vacaghk, signore di Barbaron, di una ramo cadetto della famiglia degli Hetumidi, egli era relativamente vicino alla famiglia reale, perché Rita de Barbaron, la sorella del padre, aveva sposato Stefano, principe rupenide, ed era la madre del principe Ruben II e del re Leone II.
Suo cugino il re Leone II lo fece Connestabile del regno. 
Nel 1216 egli difese la fortezza di Kapan, assediata dal Sultano Kakauz, che lo fece prigioniero insieme a suo figlio Costantino. 
Per ottenere la sua liberazione Leone cedette le fortezze di Loulon e di Lauzada.
Leone morì poco tempo dopo, nel 1219, lasciando il trono a Isabella d'Armenia, una bimba di tre anni, e la reggenza assicurata prima da Adam di Baghras, che fu assassinato nel 1220, e poi dallo stesso Costantino.
Costantino negoziò nel 1221 il matrimonio di Isabella con Filippo d'Antiochia, che fu incoronato re.
Nell'accettare il trono Filippo aveva preso l'impegno "a vivere al modo armeno, adottando la fede e la comunione degli Armeni e rispettando i privilegi di tutti i loro connazionali". 
Ma il giovane re non rispettò l'impegno, e tentò invece di rimpiazzare i nobili influenti della corte con suoi compatrioti.
Egli irritò così i suoi nuovi sudditi, che si ribellarono guidati da Costantino di Barbaron, Fililppo fu detronizzato ed assassinato, Costantino lasciò Isabella sul trono ma la fece sposare a suo figlio Aitone. 
Egli era così riuscito a portare il titolo reale nella sua famiglia, lasciandogli la legittimità necessaria ad evitare una guerra civile tra i vari baroni armeni.

### Matrimoni e discendenza
Da una prima moglie di cui non si conosce il nome nacque:
- Stefania (circa 1200 †; pre 1274), sposa nel 1220 Costantino, signore di Lampron.

Nel 1205 sposò Alice (o Partzapert) di Lampron figlia di Aitone III signore di Lampron e della rupenide Rita, era cugina di terzo grado di Leone III; Alice diede alla luce:
- Sembat (†; 1275), signore di Barbaron;
- Aitone I (1215 †; 1270), re della Piccola Armenia;
- Oscin (†; 1265), signore di Corico (padre di Aitone lo storico);
- Basilio (†; 1275), Arcivescovo di Sis;
- Leone (†; 1258);
- Kalamaria (†; 1263), sposa nel 1237 Giovanni di Ibelin (1210 †; 1266);
- Stefania (1217 †; 1249), sposa nel 1237 Enrico I di Cipro (1217 †; 1253), Re di Cipro;
- Hripsimeh (Margherita).

In terze nozze Costantino sposò, attorno al 1220, Biatr, che diede alla luce:
- Yovhanes (†; 1289), vescovo di Mavleon, poi arcivescovo di Sis;
- Vacahk (†; 1285), signore di Gantschi;
- Licos (†; 1266);
- una figlia sposata a Simone Mansel, connestabile d'Antiochia;
- Costantino (†; 1308), signore di Neghir e di Perzerpert, antenato dei re Costantino V e Costantino VI d'Armenia.